# Regionalisering
Regionalisering är processen att bilda regioner. Regionalisering kan också avse den trend inom dagens samhälle att både bilda så kallade makroregioner på global nivå, såväl som lokala regioner inom nationer.

## Regionalisering på global nivå
På global nivå sker en formering av intresseregioner som är större än ett enskilt land. Dessa formas ofta som en ekonomisk frihandelzon för att öka regionens slagkraft i den globala ekonomin, men tendensen är att fler frågor förs från den nationella nivån till makroregionnivån. Exempel från de sista 50 åren[när?] är EU (Europa), ASEAN(sydostasien), APEC (Stillahavsregionen) NAFTA (Nordamerika), AU (Afrika), UNASUR (Sydamerika) 

## Regionalisering på nationell nivå
På lokal nivå sker en formering av mindre indelningar av en stat i regioner som tar över politisk och administrativ beslutskraft från den nationella nivån. De lokala regionerna formas oftast utifrån geografi och språk men kan också ha ett fokus på en ekonomisk lokal integration. Regionalisering på lokal nivå förstärks oftast av regionalisering på makronivå.